# یواس‌اس پلج (ای‌ام-۲۲۷)
یواس‌اس پلج (ای‌ام-۲۲۷) (به انگلیسی: USS Pledge (AM-277)) یک کشتی است که طول آن ۱۸۴ فوت ۶ اینچ (۵۶٫۲۴ متر) می‌باشد. این کشتی در سال ۱۹۴۳ ساخته شد.